# Unterseeboot 353
Le Unterseeboot 353 (ou U-353) est un sous-marin allemand (U-Boot) de type VII.C utilisé par la Kriegsmarine (marine de guerre allemande) pendant la Seconde Guerre mondiale.

## Construction
L'U-353 est un sous-marin océanique de type VII C. Construit dans les chantiers de Flensburger Schiffbau-Gesellschaft à Flensbourg, la quille du U-353 est posée le 30 mars 1940 et il est lancé le 11 novembre 1941. L'U-353 entre en service deux mois plus tard.

## Historique
Mis en service le 31 mars 1942, l'Unterseeboot 353 et son équipage effectuent leur formation à Kiel au sein de la 5. Unterseebootsflottille jusqu'au 30 septembre 1942, puis l'U-353 rejoint son unité de combat dans la 1. Unterseebootsflottille à la base sous-marine de La Rochelle, à laquelle il ne se rendra pas.
L'Unterseeboot 353 effectue une unique patrouille, sous les ordres de l'Oberleutnant zur See Wolfgang Römer dans laquelle il ne coulé, ni n'endommage de navires ennemi au cours de ses 25 jours en mer.
L'U-353 appareille de Kiel pour cette patrouille le 22 septembre 1942 et arrive trois jours plus tard, le 24 septembre 1942, à Kristiansand en Norvège. Le lendemain, il reprend la mer.

Après 22 jours en mer, l'U-353 est coulé le 16 octobre 1942 dans l'Atlantique Nord lors de l'attaque du convoi SC-104 (en) à la position géographique de 53° 54′ N, 29° 30′ O par des charges de profondeur lancées du destroyer britannique HMS Fame. 
Six des quarante-cinq membres d'équipage meurent dans cette attaque. Les trente-neuf rescapés sont recueillis comme prisonniers de guerre.
L'U-353 est le second U-Boot perdu lors de l'attaque du convoi SC-104, l'U-661 ayant été coulé la veille avec tout son équipage.

## Affectations
- 5. Unterseebootsflottille à Kiel du 31 mars au 30 septembre 1942 (entrainement).
- 1. Unterseebootsflottille à La Pallice du 1er au 16 octobre 1942 (service actif).

## Commandements
- Oberleutnant zur See Wolfgang Römer du 31 mars 1942 au 16 octobre 1942

## Patrouilles
|       | Commandant           | Départ            | Départ       | Arrivée           | Arrivée      | Jours    | Succès |
| ----- | -------------------- | ----------------- | ------------ | ----------------- | ------------ | -------- | ------ |
| 1     | Oblt. Wolfgang Römer | 22 septembre 1942 | Kiel         | 24 septembre 1942 | Kristiansand | 3 jours  |        |
| →     | Oblt. Wolfgang Römer | 25 septembre 1942 | Kristiansand | 16 octobre 1942   | Coulé        | 22 jours |        |
| Total | Total                | Total             | Total        | Total             | Total        | 25 jours | 0 t    |

Note : Oblt. = Oberleutnant zur See

### Opérations Wolfpack
L'U-353 a opéré avec les Wolfpacks (meute de loups) durant sa carrière opérationnelle:
1. Panther (6 octobre 1942 - 12 octobre 1942)
2. Leopard (12 octobre 1942 - 16 octobre 1942)

## Navires coulés
L'Unterseeboot 353 n'a ni coulé, ni endommagé de navire ennemi au cours de l'unique patrouille (25 jours en mer) qu'il effectua.

### Source et bibliographie
- (en) Cet article est partiellement ou en totalité issu de l’article de Wikipédia en anglais intitulé « German submarine U-353 » (voir la liste des auteurs).
- Chris Bishop, historien militaire (trad. de l'anglais par Christian Muguet), Les sous-marins de la Kriegsmarine : 1939-1945 : le guide d'identification des sous-marins [« The spellmount submarine identification guide : Kriegsmarine U-boats 1939-1945 »], Paris, Éd. de Lodi, 2008, 192 p. (ISBN 978-2-84690-327-1, OCLC 470721805, BNF 41298980)